# 역행 운동

역행 궤도: 중심 천체(파란색)의 자전과 반대 방향에 있는 위성(빨간색)의 궤도.

역행 운동(逆行 運動, retrograde motion)은 다른 물체 대한 반대 방향으로의 이동이며, 순행 운동(順行 運動, direct 또는 prograde motion)의 반대이다. 이 운동은 다른 천체나 다른 가상의 점에 대한 한 천체의 궤도에 또는 한 천체의 그것의 자전축에 대한 회전에 혹은 자전축의 세차나 장동과 같은 현상에 적용될 수 있다. 행성계에서, 역행 운동은 일반적으로 공전 체계의 중심부를 이루는 객체인 기본체의 회전과는 반대 방향으로의 이동을 의미한다.
태양계에서 많은 혜성들을 제외하고, 역행하는 위성들은 다른 곳에서 형성되어 행성을 중심으로 하는 궤도에 붙들린 천체들이다.

## 천체계의 형성
은하나 행성계가 형성될 때, 그것의  한 방향으로 궤도를 갖고 공전한다. 그러한 이동의 불변성은 가스 구름의 붕괴로 인한 것이다. 그러한 붕괴의 법칙은 각운동량의 보존이라 부르는 원리로 설명된다. 2010년에, 거꾸로의 궤도를 가지는 여러 개의 뜨거운 목성의 발견은 행성계의 형성에 대한 이론에 의문을 제기했다. 그러함은 항성들과 그것들의 행성들이 분리되지 않고 성단에서 형성되며, 한 항성의 원시 행성계 원반이 다른 항성의 원반과 충돌하거나 그것으로부터 물질을 가져올 때, 원반과 결과가 되는 행성들의 역행운동을 야기할 수 있음을 언급함으로 설명이 가능하다.

## 궤도 변수

### 궤도 경사각
천체의 궤도 경사각은 천체의 궤도가 순행인지 역행인지를 나타낸다. 천체의 궤도 경사각은 퀘도면과 그 천체의 중심체의 적도면과 같은 다른 기준면 사이의 각도이다. 태양계에서, 행성의 궤도 경사는 태양을 공전하는 지구 궤도의 평면인 황도면에서부터 측정된다. 위성의 궤도 경사는 그것이 공전하는 행성의 적도에서부터 측정된다. -90도와  +90도 사이의 궤도경사각을 갖는 천체는 그것의 중심 천체가 자전하는 것과 같은 방향으로 공전 또는 선회한다. 정확히 90도의 궤도경사각을 갖는 천체는 순행도 역행도 아닌 수직의 궤도를 갖는다. 90도에서 270도 사이의 궤도경사각을 갖는 천체는 역행의 궤도에 있다.

### 자전축 기울기
천체의 자전축 기울기는 그 천체의 자전이 순행이 역행인지를 나타낸다. 자전축 기울기는 천체의 자전축과 그 천체의 중심 천체를 공전하는 궤도면에 수직인 선 사이의 각도이다. 90도까지의 자전축 기울기를 갖는 천체는 그것의 중심 천체와 같은 방향으로 자전한다. 정확히 90도의 자전축 기울기를 갖는 천체는 역행도 순행도 아닌 수직의 자전축을 지닌다. 90도에서 270까지의 자전축 기울기롤 갖는 천체는 그것의 궤도 방향과는 반대로 자전한다.

## 지구와 행성
태양계의 여덟 개의 모든 행성은 태양이 자전하는 방향과 같은 즉 태양의 북극의 위에서 봤을 때, 반시계 방향인 순행으로 공전한다. 그것들 중에서 여섯 개는 같은 방향으로 자전한다. 역행의 자전축을 갖는 예외의 행성들은 금성과 천왕성이다. 금성의 자전축 기울기는 177도인데, 그러함은 그것의 궤도 방향과 거의 정반대로 외전함을 의미한다. 천왕성의 자전축 기울기는 97.77도이며, 따라서 그것의 자전축은 태양계의 황도면과 거의 수평이다.

### 대기권
지구의 대기권 내에서의 역행(운동)은 일기계 편서풍을 통해 동쪽에서 서쪽으로 또는 무역풍을 타고 서쪽에서 동쪽으로 흐르는 일기계를 일걷는다.

## 위성과 발생

주황색 위성은 반대 방향으로 공전하고 있다.

만일 달이 행성이 형성될 때 그 행성의 중력장으로 형성되었다면, 그것은 그 행성이 자전하는 것과 같은 방향으로 그 행성을 공전하는 규칙 위성이 될 것이다. 만일 천체가 다른 곳에서 형성된 후에 한 행성의 중력에 의해 궤도로 붙들렸다면, 그것은 그 행성의 측면과의 최초 접촉이 자전 방향의 앞에서 일어났는지 뒤에서 일어났는지 따라서, 역행이나 순행의 궤도로 붙들릴 수 있다. 역행하는 위성은 불규칙 위성이라 불린다.
태양계에서, 소행성만한 크기의 많은 위성들이 역행 궤도를 갖는 반면, (해왕성의 가장 큰 위성인) 트리톤을 제외한 모든 거대 위성은 순행 궤도를 갖는다. 토성의 포에베 고리에 있는 입자들은 불규칙 위성인 포에베에서 비롯되었기 때문에, 역행 궤도를 갖는다.
역행하는 모든 위성은 어느 정도의 조수의 감속을 경험한다. 태양계 내에서, 무시할 수 없는 그러한 효과를 가진 유일한 위성은 해왕성의 달인 트리톤이다. 다른 모든 역행 위성은 먼거리의 궤도에 있으며, 그것들과 그것들의 중심 행성 사이의 기조력은 무시해도 될 만큼 작다.
중심천체로부터 아주 멀리 떨어진 역행 궤도를 갖을 수 있는 힐 구 내에서의 안정된 권역은 순행 궤도에 대한 것보다 더 크다. 그러함은 목성을 공전하는 역행 위성이 더 많음을 설명하는 데 제안되어오고 있다. 하지만, 토성에는 순행과 역행의 위성들이 더 많이 뒤섞여 있기 때문에, 그러한 근본 원인은 더 복잡하게 나타난다.

## 소행성과 혜성 그리고 카이퍼 대의 천체
일반적으로 소행성은 인해 복잡하다. 매 수백년마다 그러한 움직임은 역행과 순행 사이를 오가지 못하게 한다.

## 외계 행성
항성계와 행성계는 별개로 형성되기 보다는 성단에서 만들어지는 경향이 있다. 그러므로 하나의 원시 행성계 원반은 다른 조밀한 성간매질과 충돌할 수 있고, 원반  그러한 결과의 행성들의 기울어짐과 그것들의 항성들에 대한 역행 궤도들을 야기할 수 있다.
역행 운동은 같은 행성계 내에서 다른 천체들의 중력적 상호작용(코미자 메커니즘)이나 또 다른 행성과 거의 충돌할 뻔한 결과일 수도 있고,  혹은, 그것들의 행성계의 형성의 초기에 항성의 자기장과 행성이 형성되는 원반 사이의 상호작용으로 인해 항성이 스스로 뒤집힌 것일 수도 있다.
한 연구에서, 알려진 모든 뜨거운 목성 중에서 절반 이상이 그것들의 모항성들의 자전축과 어긋나 있고, 여섯 개는 반대의 궤도를 갖는다.

## 같이 보기
- 야르콥스키 효과

## 추가 문헌
- Gayon, Julie; Eric Bois (2008년 4월 21일). “Are retrograde resonances possible in multi-planet systems?”. 《Astronomy and Astrophysics》 482 (2): 665–672. arXiv:0801.1089. Bibcode:2008A&A...482..665G. doi:10.1051/0004-6361:20078460.
- Kalvouridis, T. J. (2003년 5월). “Retrograde Orbits in Ring Configurations of N Bodies”. 《Astrophysics and Space Science》 284 (3): 1013–1033. Bibcode:2003Ap&SS.284.1013K. doi:10.1023/A:1023332226388.
- Liou, J (1999). “Orbital Evolution of Retrograde Interplanetary Dust Particles and Their Distribution in the Solar System”. 《Icarus》 141: 13~28. Bibcode:1999Icar..141...13L. doi:10.1006/icar.1999.6170.
- How large is the retrograde annual wobble? 보관됨 2012-09-20 - 웨이백 머신, N. E. King, Duncan Carr Agnew, 1991.
- Fernandez, Julio A. (1981). “On the observed excess of retrograde orbits among long-period comets”. 《Royal Astronomical Society, Monthly Notices》 197: 265~273. Bibcode:1981MNRAS.197..265F.